# Hercules Bellville
Hercules Bellville (18 de juny de 1939 - 21 de febrer de 2009) va ser un productor de cinema estatunidenc. Treballant amb Jeremy Thomas a la Recorded Picture Company de Londres durant gran part de la seva carrera posterior, va ser productor associat de Els somiadors i  Sexy Beast, i el coproductor de Blood and wine, laberint criminal. Antigament Bellville havia estat emprat com a ajudant de direcció de Roman Polanski en moltes pel·lícules, treballant amb el director en una capacitat creativa durant més d'una dècada. Bellville va ser productor associat a Le Locataire de Polanski, i són les seves mans les que van travessar el mur per amenaçar Catherine Deneuve a Repulsió.

## Biografia
Va néixer a San Diego, Califòrnia el 18 de juny de 1938, fill de Rupert Bellville i la seva dona Jeanie Fuqua. La família es va traslladar a Anglaterra al voltant de 1941, on el seu pare es va convertir en pilot de proves. Els seus pares es van divorciar i Hercules va ser enviat a l'Ampleforth College a Yorkshire.
Va passar l'estiu de 1956 viatjant per Espanya amb Ernest Hemingway i el torero, Cayetano Ordóñez. Al seu retorn a Anglaterra va començar els seus estudis en francès i castellà a Christ Church, Oxford. El 1964 va conèixer Roman Polanski i se li va oferir un lloc com a assistent, treballant a la pel·lícula "Repulsió" i després a "Cul de Sac". Només a partir de 1971 va començar a rebre crèdits a la pantalla: MacBeth 1971, What? 1972 i Tess 1978, cadascun com a director de segona unitat. El 1976 va ser productor associat de "Le Locataire".
Després d'un llarg període com a assistent de direcció en diversos projectes cinematogràfics l'any 1984, es va unir a Jeremy Thomas a Londres com a "ambaixador cultural".
Li van diagnosticar càncer l'hivern de 2007/8 i semblava estar curat, però la malaltia va reaparèixer a l'hivern de 2008/9.
Es va casar amb Ilana Shulman el 19 de febrer de 2009 i va morir dos dies després. Està enterrat al cementiri d'Highgate Est, al costat sud del camí principal.

## Filmografia

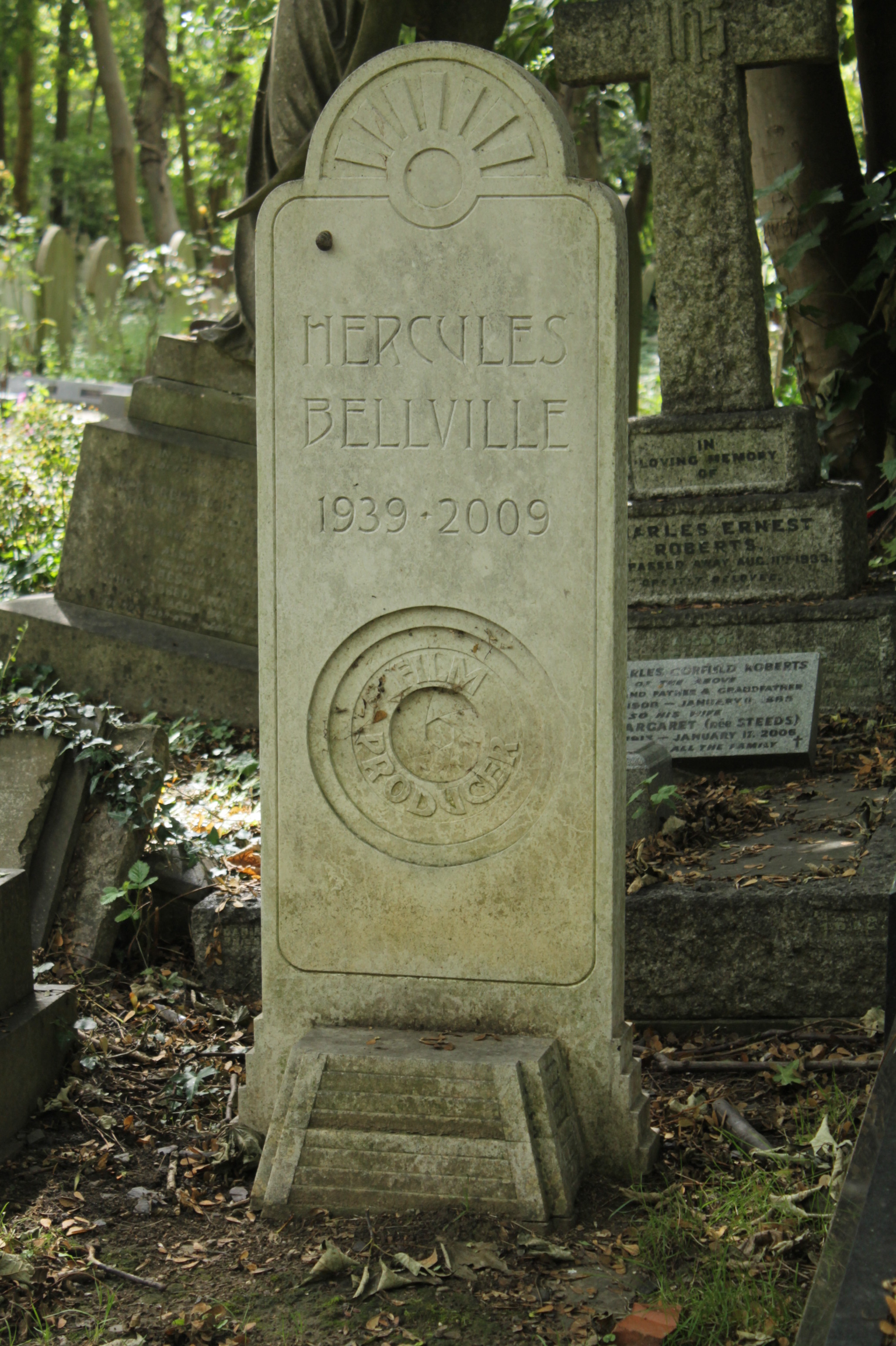
La tomba d'Hèrcules Bellville, East Highgate Cemetery, Londres

### Ajudant de direcció
- Professione: reporter (1975)
- Pirates (1976 però abandonat i finalment llançat el 1986) 1986)
- The First Deadly Sin (abandoned)
- Hurricane (1979)
- Being There (1979)
- El carter sempre truca dues vegades (1981)

### Productor
- Els somiadors (2003)
- Sexy Beast (2000)
- De bèsties i bestioles (1998)
- Blood and wine, laberint criminal (1996)
- Strangers Kiss (1983)